# Liste anglikanischer Orden und Klöster
Anglikanische Orden und anglikanische Klöster sind die Männer- und Frauenorden der anglikanischen Kirche bzw. deren Klöster. Sie leben zumeist nach denselben Regeln wie die römisch-katholischen Orden. Oftmals haben sie auch die gleichen Namen. Einige Orden und Klöster widmen sich vor allem der Vita contemplativa, andere Orden und Klöster widmen sich vor allem der Vita activa, d. h. der Seelsorge und der Caritas.

## Anglikanische Orden
- Brotherhood of the Ascended Christ (BAC)
- Brotherhood of the Epiphany (BE)
- Chama Cha Mariamu Mtakatifu (CMM)
- Chita che Zita Rinoyera (CZR)
- Chita che Zvipo Zve Moto (CZM)
- Christa Sevika Sangha (Handmaids of Christ) (CSS)
- Community of All Hallows (CAH)
- Community of Christ the King (CCK)
- Community of Jesus’ Compassion (CJC)
- Community of Nazareth (CN)
- Community of Our Lady & Saint John (OSB, Alton Abbey)
- Community of St Andrew (CSA)
- Community of St Clare (OSC)
- Community of St Denys (CSD)
- Community of St Francis (CSF)
- Community of St John Baptist (CSJB)
- Community of St John the Divine (CSJD)
- Community of St John the Evangelist (CSJE)
- Community of St Laurence (CSL)
- Community of St Mary the Virgin (CSMV)
- Community of St Mary (CSM)
- Community of St Mary at the Cross (OSB)
- Community of St Michael & All Angels (CSM&AA)
- Community of St Paul (CSP)
- Community of St Peter (CSP) UK
- Community of St Peter, Horbury (CSPH)
- Community of the Blessed Lady Mary (CBLM)
- Community of the Companions of Jesus the Good Shepherd (CJGS)
- Community of the Divine Compassion (CDC)
- Community of the Glorious Ascension (CGA)
- Community of the Good Shepherd (CGS)
- Community of the Holy Family (CHF)
- Community of the Holy Name (CHN)
- Community of the Holy Spirit (CHS)
- Community of the Holy Transfiguration (CHT)
- Community of the Reparation to Jesus in the Blessed Sacrament (CRJBS)
- Community of the Resurrection (CR)
- Community of the Sacred Name (CSN)
- Community of the Sacred Passion (CSP)
- Community of the Servants of the Cross (CSC)
- Community of the Servants of the Will of God (CSWG)
- Community of the Sisters of Melanesia (CSM)
- Community of the Sisters of the Church (CSC)
- Community of the Sisters of the Love of God (SLG)
- Community of the Transfiguration (CT)
- Congregation of the Sisters of the Visitation of our Lady (CVL)
- Daughters of St Francis (DSF)
- Fikambanan'ny Mpanompovavin l Jesoa Kristy (FMJK)
- Korean Franciscan Brotherhood (KFB)
- Little Brothers of Francis (LBF)
- Melanesian Brotherhood (MBH)
- Oratory of the Good Shepherd (OGS)
- Order of Julian of Norwich (OJN)
- Order of Saint Andrew (OSA)
- Order of St Anne (OSA)
- Order of St Anne at Bethany Convent (OSA)
- Order of St Helena (OSH)
- Order of the Holy Cross (OHC)
- Order of the Holy Paraclete (OHP)
- Order of the Teachers of the Children of God (TCG)
- Sisterhood of St John the Divine (SSJD) Canada
- Sisterhood of St Mary, Bangladesh
- Sisterhood of the Epiphany (SE)
- Sisterhood of the Holy Nativity (SHN)
- Sisters of Charity (SC)
- Sisters of the Incarnation (SI)
- Society of All Saints Sisters of the Poor (ASSP)
- Society of Our Lady of the Isles (SOLI)
- Society of Our Lady St Mary (SLSM)
- Society of St Francis (SSF)
- Society of St John the Divine (SSJD) South Africa
- Society of St John the Evangelist (SSJE)
- Society of St Margaret (SSM)
- Society of St Paul (SSP)
- Society of the Franciscan Servants of Jesus & Mary (FSJM)
- Society of the Holy Cross (SHC)
- Society of the Holy Trinity (SHT)
- Society of the Precious Blood (SPB)
- Society of the Sacred Advent (SSA)
- Society of the Sacred Cross (SSC)
- Society of the Sacred Mission (SSM)
- Society of the Sisters of Bethany (SSB)

## Anglikanische Abteien, Priorate und Konvente
Einige anglikanische Abteien, Priorate und Konvente sind nicht Niederlassungen eines zentral verfassten Ordens, sondern selbständig. Dies gilt besonders für benediktinische Gemeinschaften:

### Großbritannien
- Alton Abbey, Alton, Hampshire (OSB)[1]
- Community of the Holy Cross, Loughborough
- Edgware Abbey, London (OSB)[2]
- Elmore Abbey, Newbury, Berkshire (OSB)
- Ewell Monastery (1966–2004, seit 2010 als nicht-klaustrierte Gemeinschaft, OCist)
- Holy Cross Convent, Costock, Nottinghamshire (OSB)[3]
- Malling Abbey, West Malling (OSB)[4]
- Mirfield Abbey, Mirfield (OSB)[1]
- Mucknell Abbey, Stoulton, Worcestershire (OSB)[5]
- Priory of Our Lady, Burford, Oxfordshire (OSB)
- St Benedict's Priory, Salisbury (OSB)[1]
- St Hilda’s Priory, Whitby (OSB)[5]

### USA
- Saint Gregory's Abbey, Three Rivers, Michigan (OSB)
- Servants of Christ Priory, Phoenix (OSB)[1]

### Australien
- Benedictine Monastery, Camperdown, Victoria (OSB)